# Norrköpings Matteus församling
Norrköpings Matteus församling var en församling i Linköpings stift inom Svenska kyrkan i Norrköpings kommun. Församlingen uppgick 1 januari 2010 i Norrköpings S:t Olofs församling.

## Administrativ historik
Församlingen bildades 1 maj 1885 genom en utbrytning ur S:t Olai församling med namnet Norrköpings Norra församling. Det nuvarande namnet antogs 1939.
Församlingen kom att till 2010 utgöra ett eget pastorat. Församlingen uppgick 2010 i Norrköpings S:t Olofs församling.

## Kyrkoherdar[4]
| Ämbetstid | Namn           | Levnadstid | Övrigt          |
| --------- | -------------- | ---------- | --------------- |
| 1892–1919 | Edvard Evers   | 1853-1919  |                 |
|           | Björn Rydberg  |            |                 |
| 1973–1984 | Ingmar Wingren | 1921–      | Kontraktsprost. |

### Komministrar
| Ämbetstid | Namn           | Levnadstid | Övrigt |
| --------- | -------------- | ---------- | ------ |
| 1886-     | Lars Häggström | 1849-      |        |

### Fängelsepredikanter
Fängelset låg före 1885 i S:t Olai församling.
| Ämbetstid | Namn                   | Levnadstid | Övrigt                                                     |
| --------- | ---------------------- | ---------- | ---------------------------------------------------------- |
| 1886-1896 | August Hylander        | 1852-      | Predikant vid Centralfängelset och Kronohäket.             |
| 1896-1909 | Wilhelm Arbin          | 1856-      | Predikant vid Tvångsarbetsanstalen och Kronohäket.         |
| 1911-     | Emil Leonard Frölinder |            | Senare kyrkoherde i Stora Åby församling.                  |
| 1916      | Carl Johan Carlberg    | 1879-      | Pastor vid Tvångsarbetsanstalen. Tillträdde inte tjänsten. |
| 1916-     | Carl Fredrik Lindroth  | 1858-      | Pastor vid Tvångsarbetsanstalen.                           |

## Organister
| Ämbetstid | Namn          | Levnadstid | Övrigt    |
| --------- | ------------- | ---------- | --------- |
| 1929-1968 | Nils Eriksson | 1902–1978  | Organist. |

## Kyrkor
- Matteus kyrka